# Басилико, Мигель Анхель
Миге́ль А́нхель Баси́лико (исп. Miguel Ángel Basílico; 19 июня 1940, Буэнос-Айрес — 23 октября 2021) — аргентинский футболист, выступавший в начале карьеры на позиции нападающего, а впоследствии — защитника и полузащитника. После окончании игровой карьеры стал работать тренером.

## Биография

### Игровая карьера
Мигель Анхель Басилико — воспитанник школы «Чакариты Хуниорс». В 1957 году перешёл в «Боку Хуниорс», где 23 июня дебютировал на взрослом уровне в возрасте 17 лет в матче против «Росарио Сентраля» (0:0). До конца сезона он провёл шесть матчей за «Боку» и забил один гол. Этот первый гол Басилико забил в ворота «Атланты» 22 сентября 1957 года.
Изначально Басилико действовал на позиции центрального нападающего, но впереди поля на клубном уровне он оказался не столь эффективным, как в середине поля. В 1958—1959 годах молодой игрок не сыграл за «Боку» всего лишь ещё в трёх матчах (забив два гола), и в 1960 году перешёл в «Велес Сарсфилд», где Басилико сумел стать игроком основы в быстро прогрессирующей команде.
В 1963 году выступал за «Расинг». После неудачного возвращения в «Боку» с 1965 по 1968 год защищал цвета «Кильмеса», который в середине 1960-х собрал множество бывших игроков «Расинга». В том же году «пивоварам» удалось добиться повышения и с 1966 года команда вновь выступала в аргентинской Примере.
С 1969 по 1972 год Мигель Анхель Басилико выступал в Колумбии за «Санта-Фе». В 1970 году помог «красному экспрессу» выиграть международный турнир — Кубок Симона Боливара, который проводился среди клубов-чемпионов Венесуэлы, Колумбии, Перу, Эквадора и Боливии. В следующем году Басилико помог своей команде стать чемпионом Колумбии. Свой последний сезон на профессиональном уровне аргентинец провёл в 1973 году — в составе другого столичного колумбийского клуба, «Мильонариос», под руководством Габриэля Очоа Урибе он завоевал свой второй чемпионский титул.

### Карьера в сборной
В 1959 году Мигель Басилико вместе с молодёжной сборной Аргентины стал победителем футбольного турнира на Панамериканских играх, прошедших в Чикаго. Басилико, игравший в начале карьеры на позиции нападающего, стал лучшим бомбардиром своей команды, забив семь мячей и лишь на один мяч отстав от лучшего бомбардира турнира американца Альберта Зерхузена. Вызывался в главную сборную Аргентины на матчи отборочного турнира к чемпионату мира 1962 года, однако за основу так и не сыграл.

### Тренерская карьера
В 1975 году начал тренерскую карьеру в «Кильмесе». Тренировал «пивоваров» трижды — в 1975—1976, 1979 и 1986 годах. Басилико тренировал ещё один свой прежний клуб игровых времён — в 1977—1978 годах он возглавлял «Санта-Фе». В 1981 году вывел уругвайскую «Белья Висту» в первый в истории клуба розыгрыш Кубка Либертадорес. В 1983 году тренировал один из самых титулованных клубов Уругвая — «Насьональ». Также в 1980-е годы работал с «Депортиво Кали», «Унионом» (Санта-Фе) и «Чакаритой».
Во второй половине 1980-х годов Мигель Басилико уехал в Объединённые Арабские Эмираты, где с перерывами работал с разными командами. С «Аль-Васлом» становился чемпионом ОАЭ. Работал в Рас-эль-Хайме, Эль-Фуджайре и Абу-Даби.
Последним клубом в тренерской карьере Басилико стал уругвайский «Дурасно» в сезоне 2010/11.
Мигель Анхель Басилико умер 23 октября 2021 года.

## Титулы и достижения
В качестве игрока
- Чемпион Колумбии (2): 1971, 1973
- Обладатель Кубка Симона Боливара (1): 1970

В качестве тренера
- Чемпион Уругвая (1): 1983
- Победитель Примеры B Насьональ (1): 1986/87